# Condado de Múnter
El condado de Múnter es un título nobiliario español creado por el rey Carlos II el 20 de abril de 1698, a favor de Miquel de Clariana-Seva i d'Ardena, cuyo linaje debe su nombre a la localidad de Clariana de Cardener, en la provincia de Lérida. 
Miembros de ese linaje fueron miembros en la Orden de Santa María de Montesa y San Jorge de Alfama, como por ejemplo Marcos de Clariana, subcomendador de un convento en  1330. El antecedente directo más antiguo del I conde de Múnter se documenta en 1460, cuando Pedro de Clariana Seva y de Argentona, doncel de Barcelona, doctor en Derecho y consejero real, asistió como doncel a las Cortes de Lérida de 1460.

## Condes de Múnter

Escudo del municipio de Clariana de Cardener, provincia de Lérida

|                        | Titular                                                | Periodo                |
| Creación por Carlos II | Creación por Carlos II                                 | Creación por Carlos II |
| ---------------------- | ------------------------------------------------------ | ---------------------- |
| I                      | Miquel de Clariana-Seva i d'Ardena                     | 1698-1710              |
| II                     | José de Clariana y Gualbes                             | 1710-1746              |
| III                    | José de Clariana y de Meca-Caçador                     | 1746-1756              |
| IV                     | María Teresa Josefa de Clariana y de Montaner-Sanglada | 1756-                  |
| V                      | Francisco de Paula Gassol de Sentmenat y de Clariana   | -1845                  |
| VI                     | Joaquín María de Sentmenat y de Villalonga             | 1845-1865              |
| VII                    | Joaquín de Sentmenat y Despujol                        | 1865-1910              |
| VIII                   | Joaquín de Sentmenat y Patiño                          | 1910-1920              |
| IX                     | María de las Mercedes de Sentmenat y Sarriera          | 1920-1992              |
| X                      | Luis Sagnier y de Sentmenat                            | 1992-2005              |
| XI                     | Leopoldo Sagnier y Revenga                             | 2006-2022              |
| XII                    | Bárbara Sagnier y Revenga                              | 2023-actual titular    |

## Historia de los condes de Múnter

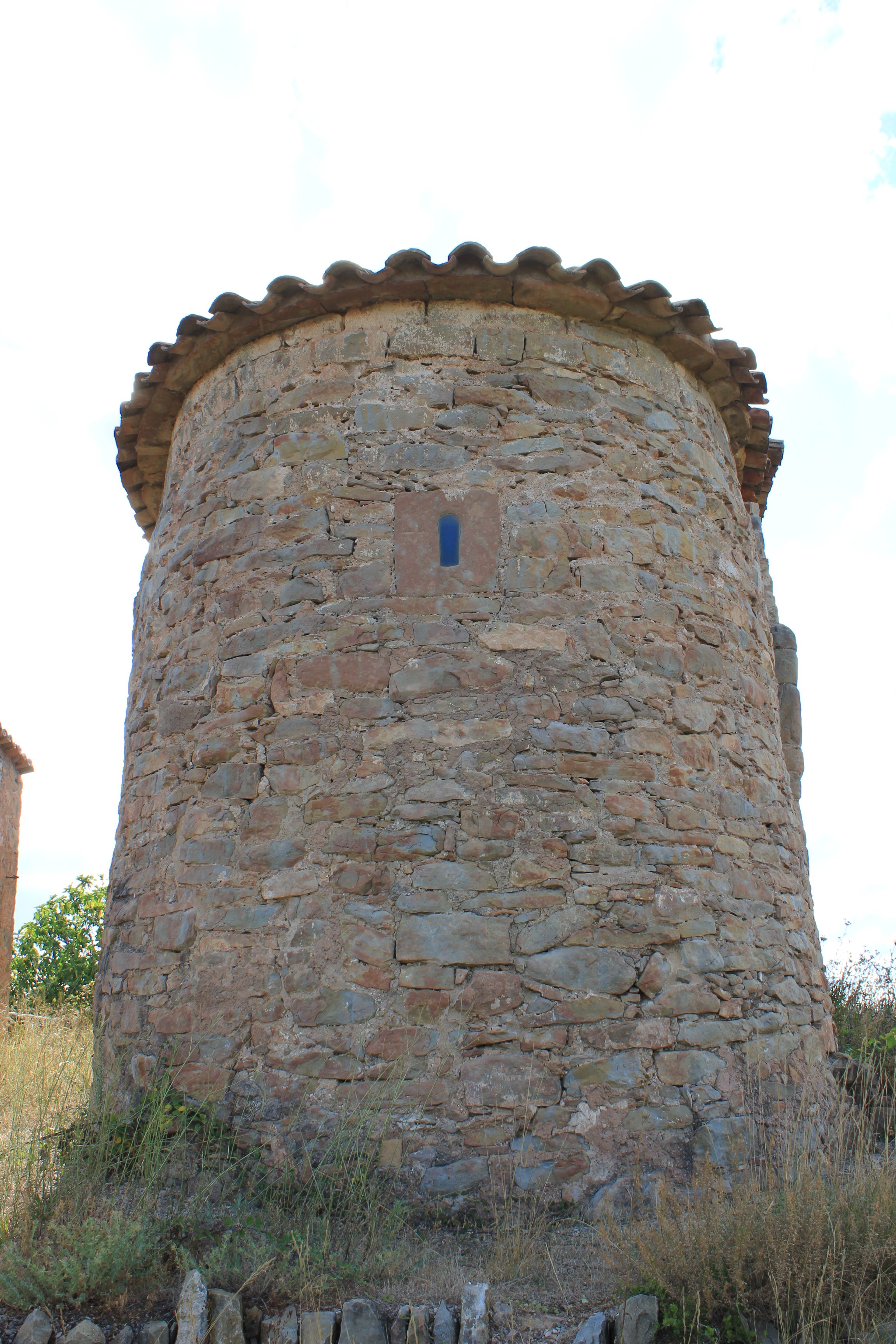
Torre de Santa Ágeda, en el municipio de Clariana de Cardener, de donde toma nombre el linaje del primer conde Múnter

- Miquel de Clariana-Seva i d'Ardena (Barcelona, 1653-1710), I conde de Múnter,[2] I conde de Plegamans y mayordomo del rey (1706).

Casó con María Teresa de Gualbes y de Sentmenat. Le sucedió su hijo:
- José de Clariana y de Gualbes (1686-1746), II conde de Múnter, barón de Sant Juliá de Bellpuig, señor de Plegamans, Altarriba y Sala de Vilalleons.

Casó con Francisca de Meca-Caçador, III marquesa de Ciutadilla. Le sucedió su hijo:
- José de Clariana y de Meca-Caçador, IV marqués de Ciutadilla, III conde de Múnter.

Le sucedió su hija:
- María Teresa Josefa de Clariana y de Montaner-Sanglada, V marquesa de Ciutadilla, IV condesa de Múnter.

Casó, el 10 de noviembre de 1754, con Juan Antonio de Sentmenat y de Boixadors (1728-1781), III marqués de Sentmenat. Le sucedió su hijo:
- Francisco de Paula Gassol de Sentmenat y de Clariana (1764-21 de junio de 1845), V conde de MúnterVI marqués de Ciutadilla, IV marqués de Sentmenat,[3] y senador.

Casó, en primeras nupcias en 1754, con María Antonia de Vilallonga y Grimau, hija de los barones de Segur, y en segundas nupcias con María Inés de Fluvià. Le sucedió su hijo del primer matrimonio:
- Joaquín María de Sentmenat y de Villalonga (Barcelona, 15 de marzo de 1800-21 de junio de 1884), VI conde de Múnter,[4] VII marqués de Ciutadilla, V marqués de Sentmenat grande de España, gentilhombre de cámara con ejercicio y servidumbre, brigadier de los reales ejércitos y caballero de la Real Maestranza de Caballería de Valencia y del Cuerpo de la Nobleza de Barcelona. ref name="RAH1"/>

Casó, en 1827, con María Francisca Despujol y Ferrer de Sant Jordi, hija de los marqueses de Palmerola.
En el marquesado de Ciutadilla y en el marquesado de Sentmenat con grandeza de España le sucedió su hijo menor Ramón María de Sentmenat y Despujol (1829-1892), VIII marqués de Ciutadilla, VI marqués de Sentmenat grande de España. En el condado de Múnter le sucedió, en 1865, su hijo primogénito a quien cedió el título:
- Joaquín María de Sentmenat y Despujol, VII conde de Múnter.[5]

Soltero y sin descendencia, le sucedió en 1910 su sobrino paterno, hijo de su hermano Ramón María de Sentmenat y Despujol y de su esposa, Inés de Patiño y Osorio:
- Joaquín de Sentmenat y Patiño (Barcelona, 3 de febrero de 1863-Barcelona, 12 de marzo de 1924), VIII conde de Múnter,[6][7] IX marqués de Ciutadilla, VII marqués de Sentmenat grande de España,[3] senador por derecho propio,[8] caballero de la Real Maestranza de Caballería de Valencia y gentilhombre de cámara con ejercicio y servidumbre.[6]

Casó, el 1 de abril de 1891, con Joaquina de Sarriera y de Vilallonga.
En el marquesado de Ciutadilla y en el marquesado de Sentmenat con grandeza de España le sucedió su hijo Joaquim de Sentmenat y Sarriera (1893-1968), X marqués de Ciutadilla, VIII marqués de Sentmenat grande de España, quien no tuvo descendencia y fue sucedido igualmente por su hermana María de las Mercedes de Sentmenat y Sarriera. En el condado de Múnter le sucedió su hija:
- María de las Mercedes de Sentmenat y Sarriera (Barcelona, 5 de diciembre de 1899-10 de enero de 1992), IX condesa de Múnter,[6] IX marquesa de Sentmenat, grande de España[3] y XI marquesa de Ciutadilla.[9]

Casó, en Barcelona, el 27 de abril de 1922, con Antonio Sagnier y Costa (Barcelona, 1887-Sevilla, 18 de mayo de 1938), gentilhombre de cámara con ejercicio, hijo de Leopoldo Sagnier i Villavecchia y de Paulina Costa i Vila. En el marquesado de Ciutadilla y en el marquesado de Sentmenat con Grandeza de España le sucedió su hijo primogénito Joaquín Sagnier y de Sentmenat, XII marqués de Ciutadilla, X marqués de Sentmenat grande de España. En el condado de Múnter le sucedió su hijo menor:
- Luis Sagnier y de Sentmenat (1933-2005), X conde de Múnter.[6][9]

Casó, en primeras nupcias, en Barcelona el 5 de enero de 1959, con Consuelo Revenga y Arregui. Contrajo un segundo matrimonio con María Antònia Serraller. Le sucedió su hijo:
- Leopoldo Sagnier y Revenga[9] (1963-28 de junio de 2022[10]), XI conde de Múnter.[6][11]

Sucedió su hermana:
- Bárbara Sagnier y Revenga (n. 1964),[9] XII condesa de Munter.[12]

Casó con Xavier Poch i de Robert.